# Maoming
Maoming (chiń. 茂名; pinyin Màomíng) – miasto o statusie prefektury miejskiej w południowych Chinach, w prowincji Guangdong, w pobliżu ujścia rzeki Jian Jiang do Morza Południowochińskiego. W 2010 roku liczba mieszkańców miasta wynosiła 663 707. Prefektura miejska w 1999 roku liczyła 6 187 316 mieszkańców. Część strefy ekonomicznej, tzw. Pierścienia Zatoki Beibu. Ośrodek przemysłu petrochemicznego, maszynowego, włókienniczego i spożywczego oraz wydobycia manganu i węgla brunatnego; w okolicy znajdują się plantacje owoców cytrusowych.